# Гуапирама
Гуапирама (порт. Guapirama) — муниципалитет в Бразилии, входит в штат Парана. Составная часть мезорегиона Север Пиунейру-Паранаэнси. Входит в экономико-статистический микрорегион Венсеслау-Брас. Население составляет 4262 человека на 2006 год. Занимает площадь 189,099 км². Плотность населения — 22,5 чел./км².

## История
Город основан в 1964 году.

## Статистика
- Валовой внутренний продукт на 2003 год составляет 50 558 328,00 реалов (данные: Бразильский институт географии и статистики).
- Валовой внутренний продукт на душу населения на 2003 год составляет 12 115,58 реалов (данные: Бразильский институт географии и статистики).
- Индекс развития человеческого потенциала на 2000 год составляет 0,747 (данные: Программа развития ООН).

## География
Климат местности: субтропический. В соответствии с классификацией Кёппена, климат относится к категории Cfa.